# 孟光 (东汉)

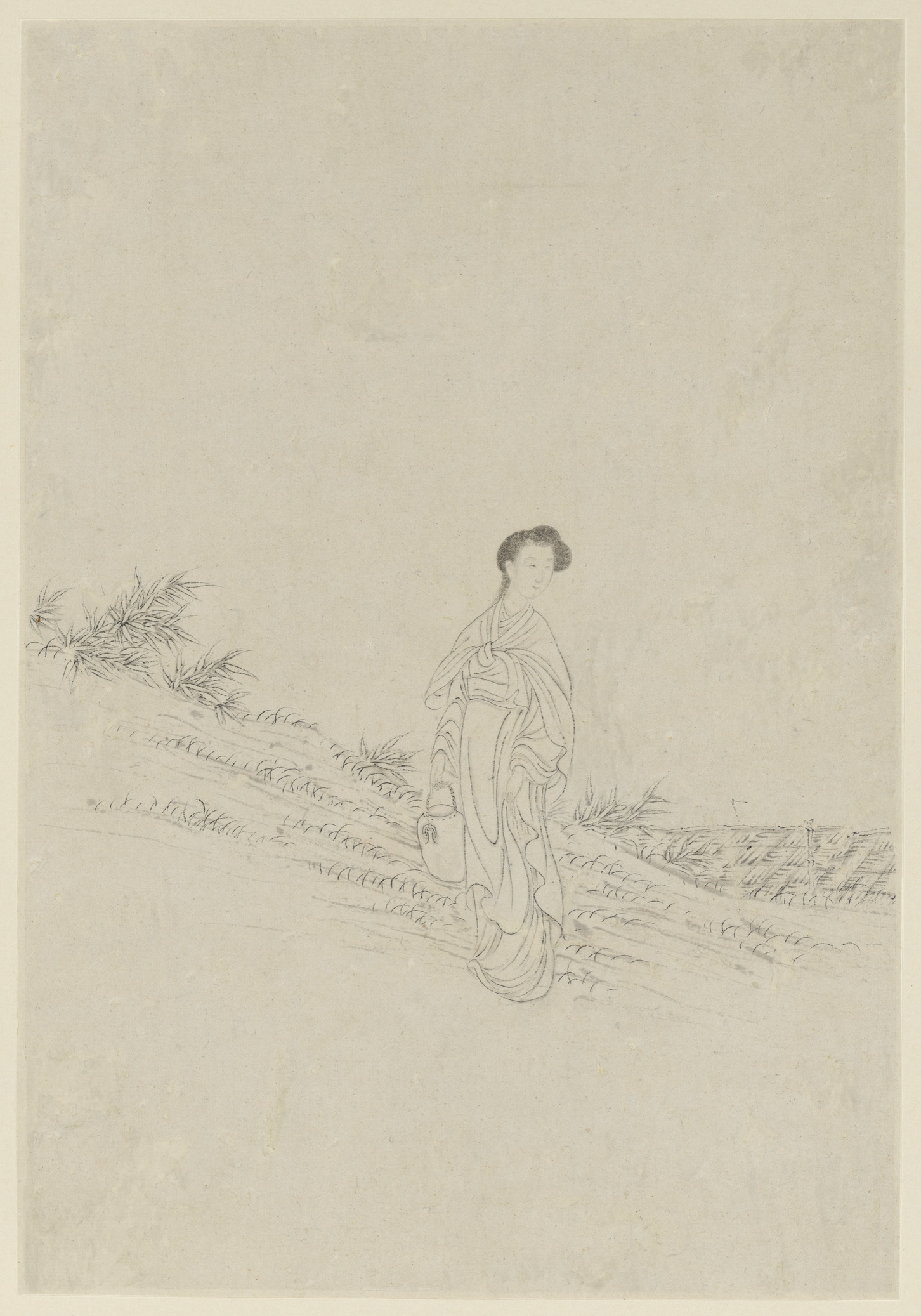
孟光提甕，清改琦繪

孟光，字德曜，東漢右扶风人，梁鴻之妻，與梁鴻為同鄉，以品行德行見稱。

## 生平
據《後漢書》及《續列女傳》載，孟光長得肥胖、貌醜、膚黑，力大無窮，能舉起石臼。年輕時曾經有不少人為她作媒，但她都拒絕，父母問她要選怎樣的夫婿，她說：「要德行像梁鴻那麼好的。」梁鴻知道孟光如此仰慕他，又很欣賞孟光的德行，就決定娶已三十歲的她為妻。她和梁鴻訂婚後，就做了一些布衣、麻鞋等樸素廉價的衣服，並編織了一些竹筐等民具。婚禮那天她盛裝打扮，之後七天梁鴻都沒有理睬她，她就跪在床下問：「小女子私下聽聞先生德行高尚，已經拒絕了很多女子，妾身亦拒絕了很多男子，現在被嫌棄，不得不請罪！」梁鴻就說：「我是想找一個能夠和我穿粗衣服過活的人，你現在身穿華麗的衣裳，濃妝豔抹，哪裡是我希望要的人？」孟光就回應：「知道先生的意思，妾身也有隱居的服裝。」於是卸下華衣美服，改梳椎髻、穿樸素的布衣服，做起織布等工作。梁鴻看到就說：「這真是我梁鴻的妻子！」並為她取名為光，字德曜。
兩人一起生活了一段時間，有一天孟光問梁鴻：「常常聽到先生說想隱居避難，現在為甚麼沒再提起？難道你想向現實妥協嗎？」梁鴻就說：「是（想歸隱）。」於是夫婦二人就一起到霸陵的深山隱居，以耕織為工作，閒時唸書、彈琴自娛。他們仰慕先世的高士，為四皓以來二十四位高士作頌。有一次梁鴻因事出東關，到京師洛陽，想起普通百姓的辛勞愁苦，悲從中來，作《五噫歌》，觸怒了漢章帝，只好帶著孟光逃亡。他們到了吳郡大戶人家皋伯通家為僕人。雖然他們淪為奴僕，但依然謹守禮節，吃飯前，孟光總會把飯菜連著小桌舉高至眉毛處，皋伯通看到了，就覺得他們應該不是普通的下人，於是以賓客之禮待之。
後世就把「舉案齊眉」這句成語形容夫妻相敬相愛。